# Pénélope Leprevost
Pénélope Leprevost (Rouen, 1º agosto 1980) è una cavallerizza francese.

## Palmarès

### Olimpiadi
- 1 medaglia:
  - 1 oro (Rio de Janeiro 2016 nei salto a squadre)

### Mondiali
- 2 medaglie:
  - 2 argenti (Kentucky 2010 nel salto a squadre; Normandia 2014 nel salto a squadre)

### Europei
- 1 medaglia:
  - 1 argento (Madrid 2011 nel salto a squadre)

### Coppa del Mondo
- 1 medaglia:
  - 1 argento (Las Vegas 2015 nel salto individuale)